# Vojin Ćaćić

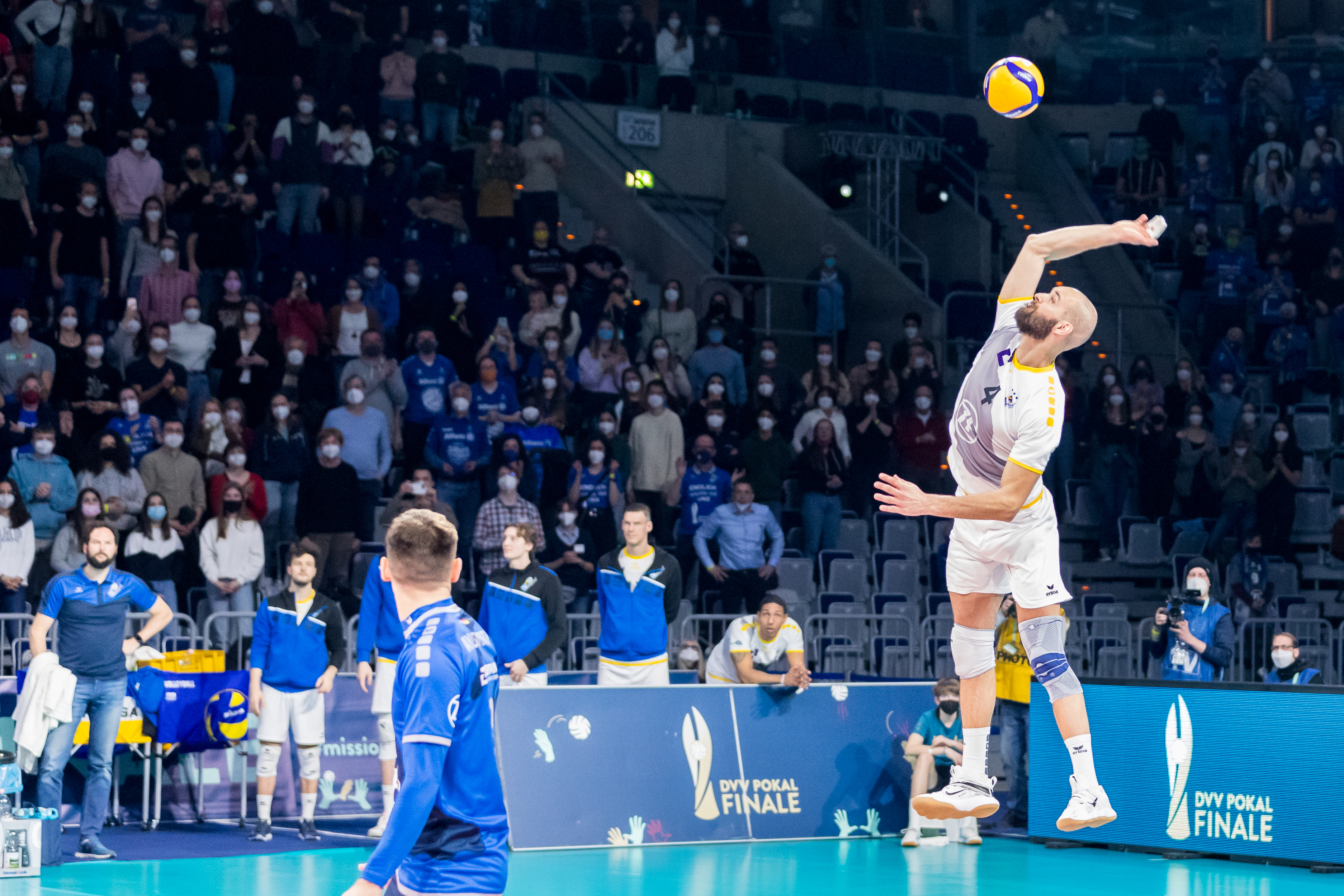
Vojin Ćaćić podczas wykonywania zagrywki w finale Pucharu Niemiec 2022

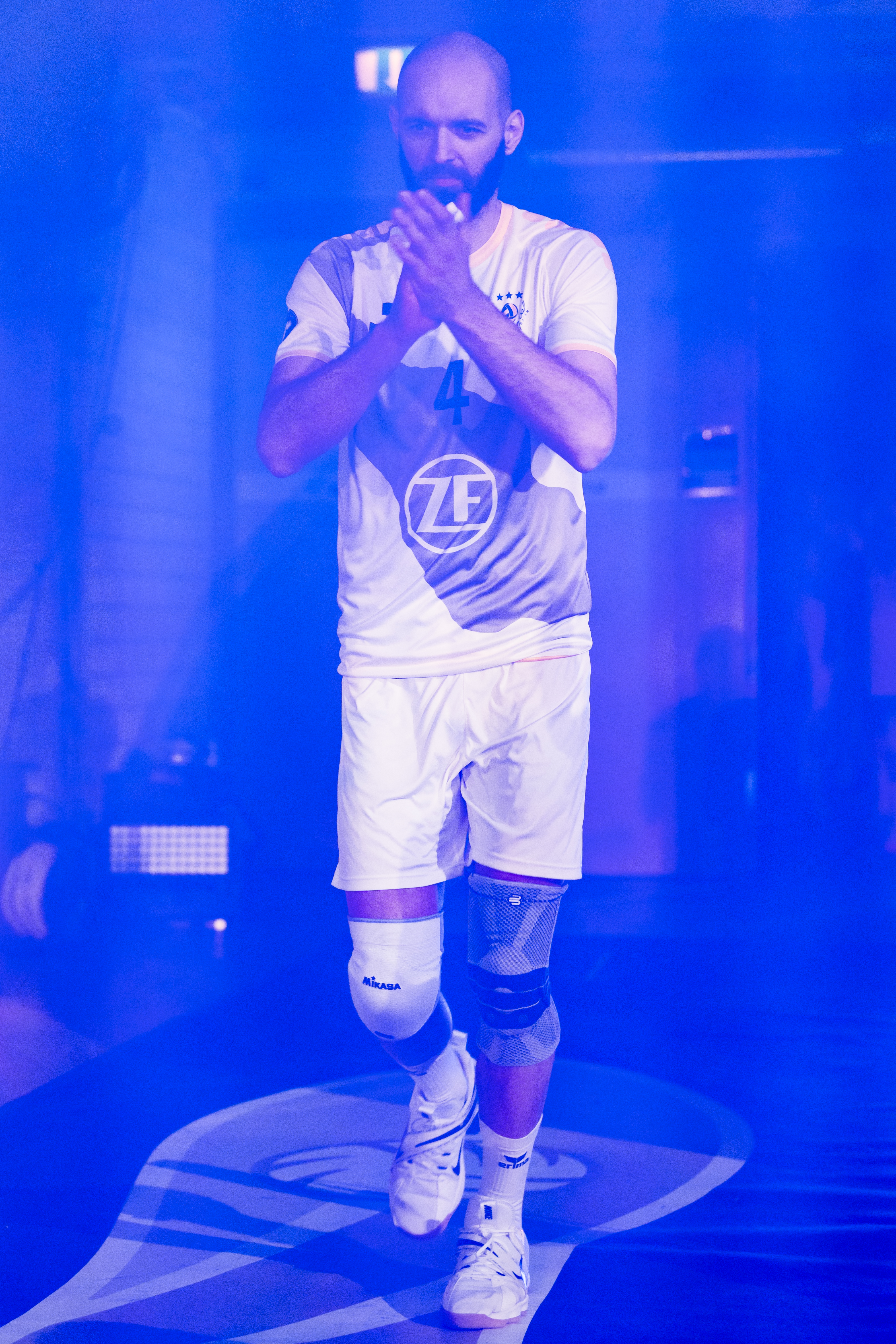
Vojin Ćaćić

Vojin Ćaćić (ur. 31 marca 1990 w Barze) – czarnogórski siatkarz, grający na pozycji przyjmującego, reprezentant Czarnogóry. 
Podczas przygotowań do sezonu 2019/2020 w drużynie Aluronu Virtu CMC Zawiercie doznał kontuzji barku i kontrakt z klubem został rozwiązany.

## Przebieg kariery
| Lata                      | Klub                      |
| ------------------------- | ------------------------- |
| 2007–2013                 | Budvanska Rivijera Budva  |
| 2014–2014 (od 27.01.2014) | Rennes Volley 35          |
| 2014–2015                 | Şahinbey Belediyespor     |
| 2015–2016                 | Mizan Khorasan VC         |
| 2016–2017                 | Sarmajeh Bank VC          |
| 2017–2018                 | Ziraat Bankası Ankara     |
| 2018–2019                 | İnegöl Belediyesi         |
| 2020–2021 (od 22.01.2020) | Panathinaikos Ateny       |
| 2021–2023                 | VfB Friedrichshafen       |
| 2023                      | Al Faisaly                |
| 2024–2024 (do 06.10.2024) | OK Budva                  |
| 2024– (od 09.10.2024)     | Epicentr-Podolany Horodok |

## Sukcesy klubowe
Puchar CEV:
- 2018
- 2008

Liga czarnogórska:
- 2009, 2010, 2011, 2012, 2013
- 2008

Puchar Czarnogóry:
- 2010, 2011, 2012

Klubowe Mistrzostwa Azji:
- 2016[5]

Liga irańska:
- 2017

Puchar Ligi Greckiej:
- 2020

Liga grecka:
- 2020
- 2021

Puchar Niemiec:
- 2022[6]

Liga niemiecka:
- 2022[7], 2023[8]

Superpuchar Czarnogóry:
- 2024[9]

Superpuchar Ukrainy:
- 2024[10]

Puchar Ukrainy:
- 2025[11]

Liga ukraińska:
- 2025[12]

## Sukcesy reprezentacyjne
Liga Europejska:
- 2014